# Sunset (Utah)
Sunset és una població dels Estats Units a l'estat de Utah. Segons el cens del 2000 tenia 5.204 habitants.

## Demografia
Segons el cens del 2000, Sunset tenia 5.204 habitants, 1.785 habitatges, i 1.435 famílies. La densitat de població era de 1.366,9 habitants per km².
Dels 1.785 habitatges en un 40,8% hi vivien nens de menys de 18 anys, en un 61,6% hi vivien parelles casades, en un 13,3% dones solteres, i en un 19,6% no eren unitats familiars. En el 15,4% dels habitatges hi vivien persones soles el 6,2% de les quals corresponia a persones de 65 anys o més que vivien soles. El nombre mitjà de persones vivint en cada habitatge era de 2,92 i el nombre mitjà de persones que vivien en cada família era de 3,24.
Per edats la població es repartia de la següent manera: un 30,4% tenia menys de 18 anys, un 11,4% entre 18 i 24, un 28,7% entre 25 i 44, un 17,2% de 45 a 60 i un 12,3% 65 anys o més.
L'edat mediana era de 29 anys. Per cada 100 dones de 18 o més anys hi havia 99,3 homes.
La renda mediana per habitatge era de 41.726 $ i la renda mediana per família de 44.458 $. Els homes tenien una renda mediana de 30.423 $ mentre que les dones 23.262 $. La renda per capita de la població era de 16.078 $. Entorn del 7,3% de les famílies i el 7,8% de la població estaven per davall del llindar de pobresa.

## Poblacions més properes
El següent diagrama mostra les poblacions més properes.